# Вишнёвый сад (памятник)
Памятник А. П. Чехову «Вишнёвый сад» — памятник российскому писателю А.П. Чехову работы скульптора Д. В. Лындина, установленный в Таганроге на Чеховской набережной в 2009 году.

## Памятник
Автор памятника — ростовский скульптор Д. В. Лындин.

## История создания
Памятник появился на Чеховской набережной в дни подготовки Таганрога к 150-летнему юбилею писателя. Находится на территории комплекса, объединяющего санаторий-профилакторий «Тополь» и гостиницу «Приазовье». Открытие памятника состоялось в октябре 2009 года.